# 1972年
1972年（1972 ねん）は、西暦（グレゴリオ暦）による、土曜日から始まる閏年。昭和47年。
協定世界時による計測では、この年は（閏年で）閏秒による秒の追加が年内に2度あり過去最も長かった年である。
この項目では、国際的な視点に基づいた1972年について記載する。

## 他の紀年法
- 干支：壬子（みずのえ ね）
- 日本（月日は一致）
  - 昭和47年
  - 皇紀2632年
- 大韓民国（月日は一致）
  - 大韓民国54年
  - 檀紀4305年
- 中華民国（月日は一致）
  - 中華民国61年
- 朝鮮民主主義人民共和国（月日は一致）
  - 主体61年
- 仏滅紀元：2514年 - 2515年
- イスラム暦：1391年11月14日 - 1392年11月25日
- ユダヤ暦：5732年4月14日 - 5733年4月26日
- Unix Time：63072000 - 94694399
- 修正ユリウス日 (MJD)：41317 - 41682
- リリウス日 (LD)：142158 - 142523

※主体暦は、朝鮮民主主義人民共和国で1997年に制定された。

## カレンダー
| 1月 |    |    |    |    |    |    |
| 日  | 月 | 火 | 水 | 木 | 金 | 土 |
|     |    |    |    |    |    | 1  |
| 2   | 3  | 4  | 5  | 6  | 7  | 8  |
| 9   | 10 | 11 | 12 | 13 | 14 | 15 |
| 16  | 17 | 18 | 19 | 20 | 21 | 22 |
| 23  | 24 | 25 | 26 | 27 | 28 | 29 |
| 30  | 31 |    |    |    |    |    |
|     |    |    |    |    |    |    |

| 2月 |    |    |    |    |    |    |
| 日  | 月 | 火 | 水 | 木 | 金 | 土 |
|     |    | 1  | 2  | 3  | 4  | 5  |
| 6   | 7  | 8  | 9  | 10 | 11 | 12 |
| 13  | 14 | 15 | 16 | 17 | 18 | 19 |
| 20  | 21 | 22 | 23 | 24 | 25 | 26 |
| 27  | 28 | 29 |    |    |    |    |
|     |    |    |    |    |    |    |

| 3月 |    |    |    |    |    |    |
| 日  | 月 | 火 | 水 | 木 | 金 | 土 |
|     |    |    | 1  | 2  | 3  | 4  |
| 5   | 6  | 7  | 8  | 9  | 10 | 11 |
| 12  | 13 | 14 | 15 | 16 | 17 | 18 |
| 19  | 20 | 21 | 22 | 23 | 24 | 25 |
| 26  | 27 | 28 | 29 | 30 | 31 |    |
|     |    |    |    |    |    |    |

| 4月 |    |    |    |    |    |    |
| 日  | 月 | 火 | 水 | 木 | 金 | 土 |
|     |    |    |    |    |    | 1  |
| 2   | 3  | 4  | 5  | 6  | 7  | 8  |
| 9   | 10 | 11 | 12 | 13 | 14 | 15 |
| 16  | 17 | 18 | 19 | 20 | 21 | 22 |
| 23  | 24 | 25 | 26 | 27 | 28 | 29 |
| 30  |    |    |    |    |    |    |
|     |    |    |    |    |    |    |

| 5月 |    |    |    |    |    |    |
| 日  | 月 | 火 | 水 | 木 | 金 | 土 |
|     | 1  | 2  | 3  | 4  | 5  | 6  |
| 7   | 8  | 9  | 10 | 11 | 12 | 13 |
| 14  | 15 | 16 | 17 | 18 | 19 | 20 |
| 21  | 22 | 23 | 24 | 25 | 26 | 27 |
| 28  | 29 | 30 | 31 |    |    |    |
|     |    |    |    |    |    |    |

| 6月 |    |    |    |    |    |    |
| 日  | 月 | 火 | 水 | 木 | 金 | 土 |
|     |    |    |    | 1  | 2  | 3  |
| 4   | 5  | 6  | 7  | 8  | 9  | 10 |
| 11  | 12 | 13 | 14 | 15 | 16 | 17 |
| 18  | 19 | 20 | 21 | 22 | 23 | 24 |
| 25  | 26 | 27 | 28 | 29 | 30 |    |
|     |    |    |    |    |    |    |

| 7月 |    |    |    |    |    |    |
| 日  | 月 | 火 | 水 | 木 | 金 | 土 |
|     |    |    |    |    |    | 1  |
| 2   | 3  | 4  | 5  | 6  | 7  | 8  |
| 9   | 10 | 11 | 12 | 13 | 14 | 15 |
| 16  | 17 | 18 | 19 | 20 | 21 | 22 |
| 23  | 24 | 25 | 26 | 27 | 28 | 29 |
| 30  | 31 |    |    |    |    |    |
|     |    |    |    |    |    |    |

| 8月 |    |    |    |    |    |    |
| 日  | 月 | 火 | 水 | 木 | 金 | 土 |
|     |    | 1  | 2  | 3  | 4  | 5  |
| 6   | 7  | 8  | 9  | 10 | 11 | 12 |
| 13  | 14 | 15 | 16 | 17 | 18 | 19 |
| 20  | 21 | 22 | 23 | 24 | 25 | 26 |
| 27  | 28 | 29 | 30 | 31 |    |    |
|     |    |    |    |    |    |    |

| 9月 |    |    |    |    |    |    |
| 日  | 月 | 火 | 水 | 木 | 金 | 土 |
|     |    |    |    |    | 1  | 2  |
| 3   | 4  | 5  | 6  | 7  | 8  | 9  |
| 10  | 11 | 12 | 13 | 14 | 15 | 16 |
| 17  | 18 | 19 | 20 | 21 | 22 | 23 |
| 24  | 25 | 26 | 27 | 28 | 29 | 30 |
|     |    |    |    |    |    |    |

| 10月 |    |    |    |    |    |    |
| 日   | 月 | 火 | 水 | 木 | 金 | 土 |
| 1    | 2  | 3  | 4  | 5  | 6  | 7  |
| 8    | 9  | 10 | 11 | 12 | 13 | 14 |
| 15   | 16 | 17 | 18 | 19 | 20 | 21 |
| 22   | 23 | 24 | 25 | 26 | 27 | 28 |
| 29   | 30 | 31 |    |    |    |    |
|      |    |    |    |    |    |    |

| 11月 |    |    |    |    |    |    |
| 日   | 月 | 火 | 水 | 木 | 金 | 土 |
|      |    |    | 1  | 2  | 3  | 4  |
| 5    | 6  | 7  | 8  | 9  | 10 | 11 |
| 12   | 13 | 14 | 15 | 16 | 17 | 18 |
| 19   | 20 | 21 | 22 | 23 | 24 | 25 |
| 26   | 27 | 28 | 29 | 30 |    |    |
|      |    |    |    |    |    |    |

| 12月 |    |    |    |    |    |    |
| 日   | 月 | 火 | 水 | 木 | 金 | 土 |
|      |    |    |    |    | 1  | 2  |
| 3    | 4  | 5  | 6  | 7  | 8  | 9  |
| 10   | 11 | 12 | 13 | 14 | 15 | 16 |
| 17   | 18 | 19 | 20 | 21 | 22 | 23 |
| 24   | 25 | 26 | 27 | 28 | 29 | 30 |
| 31   |    |    |    |    |    |    |
|      |    |    |    |    |    |    |

## できごと

### 1月
- 1月1日 - オーストリアのクルト・ワルトハイム、国連事務総長に就任。
- 1月5日 - アメリカのリチャード・ニクソン大統領、スペースシャトル計画を発令。
- 1月11日 - 東パキスタン、国号をバングラデシュとする。
- 1月14日 - デンマーク国王フレデリク9世死去、1月16日、娘のマルグレーテ2世が即位。
- 1月20日
  - パキスタンのズルフィカール・アリー・ブットー大統領、核兵器開発を宣言。
  - OPECと石油メジャーが原油価格を8.49%値上げ。
- 1月22日 - アイルランド、イギリス、デンマーク、ノルウェーが欧州共同体加盟条約に調印（ノルウェーは9月25日の国民投票で加盟が否決される）。
- 1月24日 - グアム島で元日本陸軍兵士横井庄一発見。
- 1月26日 - JATユーゴスラビア航空機爆破事件。
- 1月30日
  - 北アイルランド・ロンドンデリーでカトリック系住民のデモとイギリス部隊が衝突。市民13人死亡（血の日曜日事件）。
  - パキスタン、イギリス連邦を脱退。
- 1月31日 - ネパール王マヘンドラ死去、息子のビレンドラが即位。

### 2月
- 2月2日 - アイルランドで反英運動。ダブリンで英大使館ほかイギリス人所有の事務所、住宅に放火。
- 2月3日 - 札幌オリンピック開催。2月13日まで。
- 2月15日 - エクアドルでクーデター。
- 2月17日 - フォルクスワーゲン・タイプ1（ビートル）の累計生産台数がフォード・モデルTの世界記録を塗り替える。
- 2月19日 - 連合赤軍のメンバー5人が人質1名を取って浅間山荘に立て籠るあさま山荘事件が発生。
- 2月21日 - リチャード・ニクソン大統領、訪中（アメリカの大統領としては初）。
- 2月27日 - 米中共同声明。
- 2月28日 - あさま山荘事件で機動隊が山荘を破壊して隊員が突入し人質を救出し、連合赤軍メンバー5人全員を逮捕して事件が終結。

### 3月
- 3月1日 - ローマクラブ、報告書『成長の限界』を発表。
- 3月2日 - 惑星探査機パイオニア10号打ち上げ。
- 3月19日 - インドとバングラデシュが友好条約に調印。
- 3月21日 - 米下院が平価変更法案を可決、金価格１オンス35ドルから38ドルへ変更。
- 3月22日 - 米上院、男女平等に関する憲法修正案を可決。
- 3月24日 - 北アイルランド問題: イギリス政府が北アイルランドの直轄統治を宣言。
- 3月30日 - 南ベトナム全土で解放勢力が攻勢。
- 3月31日 - 具体美術協会解散。

### 4月
- 4月1日 - 横浜市電が廃止。
- 4月6日 - 米軍が北爆を再開。
- 4月10日 - 生物兵器禁止条約調印。
- 4月12日 - KCIAが風刺詩を発表した詩人の金芝河を連行。
- 4月13日 - 第3回UNCTAD開催。

### 5月
- 5月5日 - パレルモ県モンターニャ・ロンガでアリタリア航空112便墜落事故が発生、115名全員死亡。
- 5月9日 - 米軍、北ベトナムの全ての港を機雷封鎖。
- 5月12日 - 米国の沖縄民政府解散、米軍の沖縄統治が終了。
- 5月13日 - 大阪南区（現・中央区）で千日デパート火災が発生、118人が死亡。
- 5月14日 - リトアニア・カウナスで、学生のロマス・カランタがソ連による支配に抵抗し、焼身自殺。
- 5月15日
  - アメリカから日本へ沖縄返還、沖縄県発足。
  - アラバマ州知事、ジョージ・ウォレスが大統領選遊説中に銃撃され下半身不随となった。
- 5月18日 - リトアニア・カウナスで学生が焼身自殺したことをうけ、デモが始まる（ - 5月19日）
- 5月22日 - 「スリランカ共和国第1憲法」を採択 （賛成119票、反対16票）国名を「スリランカ共和国」に改称。英連邦の自治領セイロンから共和国へ。
- 5月26日
  - モスクワでニクソン米大統領とソ連ブレジネフ書記長、SALT Iに調印。
  - OECD閣僚理事会で、公害防止費用の汚染者負担原則を採択。
- 5月30日 - イスラエルのテルアビブ空港で日本赤軍乱射事件。26人死亡、73人負傷。

### 6月
- 6月 - イラク政府、国内の石油会社をすべて国有化。
- 6月5日 - ストックホルムで国際連合人間環境会議開催。
- 6月12日
  - コンコルドが東京国際空港に飛来。
  - アメリカン航空96便貨物ドア破損事故
- 6月14日 - 日本航空ニューデリー墜落事故。
- 6月15日 - キャセイ・パシフィック航空700Z便爆破事件。
- 6月17日 - ウォーターゲート事件発覚。
- 6月27日
  - イギリス、ポンドの変動相場制移行。
  - 北アイルランドにて、IRA過激派と英国軍の間で停戦が発効するも、衝突が続く。

### 7月
- 7月4日 - 韓国と北朝鮮両政府が、南北平和統一に関する共同声明を発表。
- 7月8日 - 米ソ穀物協定調印。
- 7月11日 - 第26回コメコン総会。
- 7月21日 - ジグミ・シンゲ・ワンチュクがブータン王国第四代国王として即位。
- 7月23日 - アメリカ、ランドサット1号を打ち上げ（初の地上探査衛星）。
- 7月31日 - 英労働組合評議会、ゼネスト。

### 8月
- 8月14日 - 米ヘンリー・キッシンジャー補佐官と、北ベトナムのレ・ドゥク・ト特別顧問が秘密会談。
- 8月26日 - ミュンヘンオリンピック開催。9月11日まで。

### 9月
- 9月4日 - マーク・スピッツ、ミュンヘンオリンピック・水泳で七冠達成。
- 9月5日 - ミュンヘンオリンピック事件。オリンピック選手村でゲリラがイスラエル人選手らを殺害。
- 9月7日 - イスラエル軍、レバノンへ侵入。
- 9月9日 - シリア、イスラエルを爆撃。
- 9月23日 - フィリピンで戒厳令。
- 9月29日 - 台湾、日本との国交断絶を宣言。

### 10月
- 10月11日 - 中華人民共和国・西ドイツ両国が国交樹立。
- 10月13日 - ウルグアイ空軍機571便遭難事故により、以後72日間アンデス山中で生存者16人がサバイバル。
- 10月19日
  - フィリピンのルバング島にて警察と生き残りの日本兵とで襲撃戦が発生する（一人死亡・一人負傷のまま逃亡）。
  - フィリピン南部のスルー地方でイスラム教徒が反乱。
- 10月28日 - 日中国交正常化を記念して上野動物園にジャイアントパンダのランラン、カンカンが来園。
- 10月29日 - パレスチナ・ゲリラ、西ドイツ機をハイジャック。

### 11月
- 11月7日 - アメリカ大統領選挙でニクソン、ジョージ・マクガバンを破り再選。投票率は1948年以来最低の55%。
- 11月8日 - 当時フランスで非合法とされた堕胎を補助した成人4名の裁判が行われた。ジゼル・アリミ弁護士を代理人としたこの裁判はヴェイユ法成立の布石となった。(ボビニー裁判)
- 11月13日
  - ロンドンで海洋投棄規制国際条約に79カ国が仮調印（ロンドン条約）。
  - ソ連に亡命していた女優・岡田嘉子が一時帰国。
- 11月16日 - ユネスコが世界遺産条約を採択。
- 11月17日 - フアン・ペロン元アルゼンチン大統領が亡命先から17年ぶりに帰国。
- 11月19日 - 西ドイツ総選挙、社民党が大勝。
- 11月22日
  - 第2次SALT交渉、ジュネーヴで開幕。
  - 全欧安全保障協力会議の準備会議がヘルシンキで開催される。
- 11月25日 - ニュージーランドで総選挙、労働党が圧勝。
- 11月28日 - 日本航空シェレメーチエヴォ墜落事故。

### 12月
- 12月2日 - オーストラリアで総選挙、労働党が圧勝。
- 12月4日 - ホンジュラスで軍事クーデター。
- 12月7日 - アポロ17号打ち上げ。12月19日に地球に帰還しアポロ計画が終了する。（2025年現在最後の有人月面探査）
- 12月18日 - アメリカ軍、北爆再開（ベトナム戦争）。
- 12月21日
  - 東西両ドイツ、互いを国家承認。基本条約を締結。
  - オーストラリア・中華人民共和国、国交樹立。
- 12月22日
  - ニカラグアでM6.25の地震。マナグアを中心に死者1万2千人を超える。ソモサ大統領はのちに復興援助の着服で訴追される。
  - ニュージーランド・中華人民共和国国交樹立。
- 12月23日 - ポルトガルが、アンゴラ、モザンビーク、ギニアなどの植民地に自治権を認める。
- 12月25日 - 北朝鮮最高人民会議、社会主義新憲法採択。金日成が国家主席に選出。
- 12月27日
  - 朴正煕、大韓民国第8代大統領に就任。第4共和制発足。
  - 北朝鮮で最高人民会議開催、社会主義憲法を採択。
- 12月28日 - パレスチナ・ゲリラ、バンコクでイスラエル大使館を襲撃。
- 12月29日 - イースタン航空401便墜落事故（アメリカ・フロリダ州エバーグレーズ）。101名死亡。

## スポーツ

### 野球
- 第69回ワールドシリーズ
  - オークランド・アスレチックス（アメリカンリーグ）（4勝3敗）シンシナティ・レッズ（ナショナルリーグ）

### サッカー
- バロンドール
  - フランツ・ベッケンバウアー

## 芸術・文化・ファッション

### 音楽

#### ヒット曲、話題曲など
- ミッシェル・ポルナレフ「愛の休日」
- ニーノ・ロータ、アンディ・ウィリアムス「ゴッド・ファーザー・愛のテーマ」
- シカゴ「サタディ・イン・ザ・パーク」「ぼくらに微笑みを」
- Tレックス「メタル・グゥルー」
- ビグラス&オズボーン 「秋はひとりぼっち」
- ビョルン&ベニー 「木枯しの少女」
- イングランド・ダン&ジョン・フォード「シーモンの涙」
- シールズ&クロフツ「思い出のサマー・ブリーズ」
- エルトン・ジョン「ロケット・マン」
- ポップ・トップス「マミー・ブルー」
- カーペンターズ「愛にさよならを」
- マウンテン 「暗黒への旅路」
- ジョニー・リヴァース「ロッキン・ニューモニア・アンド・ブギウギ・フルー」[1]

### 映画
- 猿の惑星・征服（原題：CONQUEST OF THE PLANET OF THE APES）
- ゴッドファーザー
- キャバレー
- ポセイドン・アドベンチャー
- ラストタンゴ・イン・パリ
- ゲッタウェイ
- ウディ・アレンの誰でも知りたがっているくせにちょっと聞きにくいSEXのすべてについて教えましょう
- 夕なぎ
- アギーレ/神の怒り

## 誕生

### 1月
- 1月1日 - リリアン・テュラム、元サッカー選手
- 1月1日 - アリエル・ボレロ、野球選手
- 1月1日 - ギャレット・ゴメス、騎手（+ 2016年）
- 1月1日 - ジノ・デラフォース、歌手・アコーディオン奏者
- 1月11日 - 宮下直紀、俳優
- 1月13日 - 吉尾亜希子、女優、スーツアクター
- 1月13日 - 岩居由希子、声優
- 1月13日 - パク・ジニョン（J.Y. Park）、シンガーソングライター、音楽プロデューサー ※戸籍上の誕生日。実際の誕生日は1971年12月13日とされる
- 1月17日 - 康輝、アナウンサー
- 1月18日 - マイク・リーバーサル、メジャーリーガー
- 1月19日 - サルバトーレ・ウルソー、元プロ野球選手
- 1月21日 - ジェームス・ボニチ、元プロ野球選手
- 1月22日 - 朴璐美[2]、声優
- 1月25日 - ホセ・マシーアス、元メジャーリーガー
- 1月27日 - 佐藤昇、ジャーナリスト
- 1月29日 - 栄喜、ミュージシャン（SIAM SHADE）
- 1月29日 - ニコラ・ル・リッシュ、バレエダンサー
- 1月29日 - スコット・デイヴィス、フィギュアスケート選手
- 1月29日 - モーガン・バークハート、元プロ野球選手

### 2月
- 2月2日 - テゴ・カルデロン、ミュージシャン
- 2月2日 - ダナ・インターナショナル、歌手
- 2月2日 - ジャレッド・フェルナンデス、元プロ野球選手
- 2月2日 - メルビン・モーラ、元メジャーリーガー
- 2月2日 - HISASHI、ギタリスト（GLAY）
- 2月6日 - バーバラ・フーザル＝ポリ、フィギュアスケート選手
- 2月7日 - 本宮泰風、俳優
- 2月8日 - 土田大、俳優、声優
- 2月11日 - ケリー・スレーター、サーファー
- 2月15日 - ヤロミール・ヤーガー、アイスホッケー選手
- 2月17日 - ビリー・ジョー・アームストロング、パンクロッカー（グリーン・デイ）
- 2月17日 - フィリップ・キャンデロロ、フィギュアスケート選手
- 2月18日 - 藤林聖子、作詞家
- 2月20日 - シェーン・スペンサー、元プロ野球選手
- 2月20日 - スティーブ・ヤンセン、野球選手
- 2月24日 - アルカーディ・ヴォロドス、ピアニスト
- 2月24日 - 石村知子、声優
- 2月26日 - 遠藤一馬、ミュージシャン（SIAM SHADE）
- 2月27日 - 内川藍維、声優
- 2月29日 - 甘耀明、小説家

### 3月
- 3月1日 - ジミー・ハースト、元プロ野球選手
- 3月3日 - マイク・ロマノ、元プロ野球選手
- 3月3日 - 武智健二、俳優、スーツアクター
- 3月4日 - ヨス・フェルスタッペン、元F1ドライバー
- 3月6日 - シャキール・オニール、バスケットボール選手
- 3月10日 - ロブ・スタニファー、元プロ野球選手
- 3月11日 - ティミィ・キーナン、元野球選手
- 3月11日 - サロモン・トーレス、元メジャーリーガー
- 3月12日 - ジョージ・アリアス、元プロ野球選手
- 3月13日 - コモン、ラッパー
- 3月15日 - ハワード・バトル、元プロ野球選手
- 3月17日 - パーシャ・グリシュク、フィギュアスケート選手
- 3月20日 - アレックス・カプラノス（英語版）、ロック歌手（フランツ・フェルディナンド）
- 3月20日 - ペドロ・ラミー、元F1ドライバー
- 3月21日 - 白鳥哲、声優
- 3月22日 - コリー・ライドル、野球選手（+ 2006年）
- 3月22日 - エルビス・ストイコ、フィギュアスケート選手
- 3月25日 - アンミカ、モデル
- 3月27日 - ジミー・フロイド・ハッセルバインク、元サッカー選手
- 3月28日 - 鄭珉哲、プロ野球選手
- 3月29日 - 諏訪部順一、声優、ナレーター
- 3月29日 - アレックス・オチョア、プロ野球選手
- 3月29日 - ルイ・コスタ、元サッカー選手
- 3月30日 - カレル・ポボルスキー、元サッカー選手
- 3月30日 - 長野誠、SASUKEオールスターズの一人、第17回SASUKE完全制覇者

### 4月
- 4月5日 - 竹内順子、声優
- 4月9日 - ベルナール・アッカ、格闘家、タレント
- 4月12日 - 浜田賢二、声優
- 4月19日 - リバウド、サッカー選手
- 4月19日 - オリヴァー・ドゥルーズ、騎手
- 4月20日 - ブラヒム・ブーラミ、陸上競技選手
- 4月20日 - イリーナ・ロマノワ、フィギュアスケート選手
- 4月21日 - クレイグ・ダーデン、騎手
- 4月21日 - グウェンダル・ペーゼラ、フィギュアケート選手
- 4月24日 - チッパー・ジョーンズ、メジャーリーガー
- 4月25日 - マイカ・フランクリン、元プロ野球選手
- 4月26日 - ニコライ・ルガンスキー、ピアニスト
- 4月29日 - マリウス・シュデク、フィギュアスケート選手

### 5月
- 5月2日 - ザ・ロック、プロレスラー、俳優
- 5月6日 - 菊池志穂、声優
- 5月10日 - ゲオルギオス・パルテニウ、外交官
- 5月14日 - 日村勇紀、お笑いタレント（バナナマン）
- 5月15日 - 武井宏之、漫画家
- 5月19日 - スコット・マクレーン、メジャーリーガー
- 5月21日 - ノトーリアス・B.I.G.、ラッパー（+ 1997年）
- 5月22日 - ゴリ、コメディアン（ガレッジセール）、俳優、映画監督
- 5月23日 - ルーベンス・バリチェロ、F1ドライバー
- 5月24日 - スティーブン・カズンズ、フィギュアスケート選手
- 5月24日 - 上杉昇、アーティスト（元WANDS）
- 5月26日 - ゾルタン・サボ、元サッカー選手・指導者（+ 2020年）
- 5月30日 - マニー・ラミレス、メジャーリーガー
- 5月30日 - 保志総一朗、声優
- 5月31日 - デーブ・ロバーツ、メジャーリーガー

### 6月
- 6月2日 - ウェントワース・ミラー、俳優
- 6月2日 - ラウル・イバニェス、メジャーリーガー
- 6月4日 - 高萩晴子、声優
- 6月6日 - ジェフ・ウィリアムス、元プロ野球選手（阪神「JFK」の一人）
- 6月9日 - 半場友恵、声優
- 6月12日 - 全商烈（朝鮮語版）、プロ野球選手
- 6月13日 - ダレル・メイ、元メジャーリーガー
- 6月14日 - ダリル・ホランド、騎手
- 6月15日 - アンディ・ペティット、元メジャーリーガー
- 6月15日 - ラミロ・メンドーサ、元メジャーリーガー
- 6月20日 - フアン・カストロ、メジャーリーガー
- 6月22日 - ミゲール・デルトロ、元プロ野球選手（+ 2001年）
- 6月23日 - ジネディーヌ・ジダン、元サッカー選手
- 6月25日 - カルロス・デルガド、メジャーリーガー
- 6月28日 - マリア・ブッテルスカヤ、フィギュアスケート選手
- 6月29日 - サマンサ・スミス、米最年少の親善大使（+ 1985年）
- 6月30日 - ギャレット・アンダーソン、元メジャーリーガー

### 7月
- 7月4日 - トミオ・オカムラ、政治家
- 7月8日 - 谷原章介、俳優
- 7月10日 - 藤原道山、尺八演奏家、作曲家
- 7月17日 - ヤープ・スタム、元サッカー選手
- 7月27日 - 大和屋暁、脚本家、馬主

### 8月
- 8月1日 - フレッディ・ガルシア、元プロ野球選手
- 8月2日 - コリーヌ・レイ＝ベレット、元アルペンスキー選手（+ 2006年）
- 8月4日 - チューヤン、タレント
- 8月5日 - ジョン・ワズディン、プロ野球指導者、元メジャーリーガー
- 8月6日 - ジェリ・ハリウェル、歌手、女優
- 8月8日 - アナスタシア・チェボタリョーワ、ヴァイオリニスト
- 8月9日 - 張惠妹（アーメイ）、台湾の歌手
- 8月11日 - ヴィアチェスラフ・ザゴロドニュク、フィギュアスケート選手
- 8月14日 - デビッド・ストーン、マジシャン
- 8月14日 - 本田貴子、声優
- 8月14日 - ヤミレ・アルダマ、陸上競技選手
- 8月17日 - ロベルト・ラミレズ、元プロ野球選手
- 8月18日 - 中居正広、元SMAP・タレント
- 8月18日 - 立川左平次、元立川談奈、落語家
- 8月19日 - ロベルト・アボンダンシェリ、元サッカー選手
- 8月24日 - カート・ミラー、元プロ野球選手
- 8月25日 - アンディ・エイバッド、元プロ野球選手
- 8月26日 - サマル・コックシュ（アラビア語版）、女優・声優
- 8月27日 - 茂木淳一、ナレーター
- 8月29日 - ペ・ヨンジュン、俳優
- 8月30日 - キャメロン・ディアス、女優
- 8月30日 - パベル・ネドベド、元サッカー選手

### 9月
- 9月4日 - ホルヘ・コルテス、元プロ野球選手
- 9月7日 - ジェイソン・イズリングハウゼン、元メジャーリーガー
- 9月8日 - 関智一、声優
- 9月9日 - マイク・ハンプトン、メジャーリーガー
- 9月14日 - デビッド・ベル、メジャーリーガー
- 9月16日 - チャイナ・ミエヴィル、ファンタジー作家
- 9月17日 - ブレイディー・ラジオ、元プロ野球選手
- 9月21日 - リアム・ギャラガー、ロック歌手（オアシス）
- 9月21日 - シャノン・ウィッテム、元プロ野球選手
- 9月21日 - スコット・スピージオ、メジャーリーガー
- 9月28日 - グウィネス・パルトロー、女優
- 9月29日 - 孫泰蔵、実業家

### 10月
- 10月1日 - エサ・ホロパイネン、ミュージシャン
- 10月2日 - トレイ・ムーア、元プロ野球選手
- 10月4日 - アダム・リグス、元プロ野球選手
- 10月5日 - アーロン・ガイエル、元プロ野球選手
- 10月5日 - グラント・ヒル、バスケットボール選手
- 10月6日 - リュ・シウォン、俳優・歌手
- 10月6日 - マーク・シュワルツァー、サッカー選手
- 10月9日 - 宮田幸季、声優
- 10月9日 - 長野博、俳優、歌手（20th Century、元V6）
- 10月10日 - モリノリ久、声優
- 10月10日 - マイク・ホルツ、元プロ野球選手
- 10月11日 - クレーベル・エドゥアルド・アラード、元サッカー選手（+ 2021年）
- 10月15日 - カルロス・チェカ、オートバイレーサー
- 10月17日 - エミネム、ミュージシャン
- 10月17日 - タルカン、トルコの歌手
- 10月17日 - ワイクリフ・ジョン、ハイチ出身のミュージシャン
- 10月17日 - JIRO、ベーシスト（GLAY）
- 10月18日 - 桜井ちひろ、声優
- 10月21日 - 森田成一、声優
- 10月23日 - エドゥアルド・パレ、野球選手
- 10月24日 - ヴァン・ダークホーム、映画俳優、映画監督、写真家
- 10月25日 - 葉君璋、野球選手
- 10月25日 - 内田さゆり、女優
- 10月30日 - サミ・ウケリ、コンサルタント、大使

### 11月
- 11月1日 - トニ・コレット、女優
- 11月2日 - ダリオ・シルバ、サッカー選手
- 11月3日 - アーマンド・ベニテス、メジャーリーガー
- 11月4日 - ルイス・フィーゴ、サッカー選手
- 11月6日 - マット・スクルメタ、元プロ野球選手
- 11月9日 - 進藤尚美、声優
- 11月10日 - グレッグ・ラロッカ、元プロ野球選手
- 11月10日 - ショーン・グリーン、メジャーリーガー
- 11月11日 - ダニエル・リオス、プロ野球選手
- 11月13日 - 木村拓哉、俳優
- 11月13日 - サマンサ・ライリー、水泳選手
- 11月14日 - ジョシュ・デュアメル、米・俳優
- 11月14日 - 坂本英城、作曲家、編曲家、音楽プロデューサー
- 11月21日 - 立川晴の輔、落語家
- 11月15日 - ダーウィン・クビアン、プロ野球選手
- 11月24日 - エルネスト・ノリス、野球選手
- 11月28日 - ホセ・パーラ、元プロ野球選手
- 11月29日 - 荻原秀樹、声優
- 11月29日 - ジャマール・マッシュバーン、元バスケットボール選手

### 12月
- 12月3日 - パトリス・アルケット、フィギュアスケート選手
- 12月4日 - 宮村優子、声優
- 12月5日 - クリフ・フロイド、メジャーリーガー
- 12月6日 - リック・ショート、元プロ野球選手
- 12月8日 - ホルベルト・カブレラ、プロ野球選手
- 12月18日 - クリス・シールバック、元プロ野球選手
- 12月18日 - エフゲーニヤ・シシコワ、フィギュアスケート選手
- 12月18日 - アンジェラ・バラコノワ、陸上競技選手
- 12月19日 - アリッサ・ミラノ、女優
- 12月21日 - ラトロイ・ホーキンス、メジャーリーガー
- 12月26日 - ジェロム・レ・バンナ、格闘家
- 12月27日 - ニクラス・エンゲリン、ミュージシャン
- 12月28日 - アダム・ビナティエリ、アメリカンフットボール選手
- 12月29日 - ジュード・ロウ、俳優
- 12月29日 - 西川宏美、声優
- 12月29日 - ジム・ブラウワー、元プロ野球選手
- 12月31日 - グレゴリー・クーペ、元サッカー選手

## ノーベル賞
- 物理学賞 - ジョン・バーディーン（アメリカ）、レオン・クーパー（アメリカ）、ジョン・ロバート・シュリーファー（アメリカ）
- 化学賞 - クリスチャン・アンフィンセン（アメリカ）、スタンフォード・ムーア（アメリカ）、ウィリアム・スタイン（アメリカ）
- 生理学・医学賞 - ジェラルド・モーリス・エデルマン（アメリカ）、ロドニー・ロバート・ポーター（イギリス）
- 文学賞 - ハインリヒ・ベル（ドイツ）
- 平和賞 - 受賞者なし
- 経済学賞 - ケネス・アロー（アメリカ）、ジョン・ヒックス（イギリス）